# إميل دوبونت
إميل دوبونت هو لاعب رماية بلجيكي، ولد في 8 يونيو 1887 في لياج في بلجيكا، وتوفي بنفس المكان في 18 مارس 1959.

## وصلات خارجية
- إميل دوبونت على موقع اللجنة الأولمبية الدولية (الإنجليزية)
- إميل دوبونت على موقع أوليمبيديا (الإنجليزية)